# E la storia continua...
E la storia continua... è il primo album live di Dodi Battaglia, registrato in occasione della sua tournée seguita al precedente scioglimento dei Pooh, gruppo del quale è stato membro dal 1968 al 2016.

## Tracce
CD 1
1. Intro - 0'42"
2. Canterò per te - 3'05"
3. Noi due nel mondo e nell'anima - 3'11"
4. Amici per sempre - 2'28"
5. Giorni infiniti - 3'32"
6. Dammi solo un minuto - 3'26"
7. L'altra donna - 2'49"
8. L'ultima notte di caccia - 2'29"
9. Viva - 3'31"
10. Parsifal - 7'01"
11. Ci penserò domani - 3'29"
12. Pronto, buongiorno è la sveglia - 3'40"
13. La mia donna - 4'34"

CD 2
1. Primavera a New York - 3'49"
2. Incredibilmente giù - 1'16"
3. Stagione di vento - 2'05"
4. Notte a sorpresa - 1'33"
5. Quando una lei va via - 1'18"
6. Nascerò con te - 1'46"
7. Uomini soli - 4'24"
8. Vale - 5'00"
9. Tanta voglia di lei - 4'01"
10. Piccola Katy - 1'53"
11. Che vuoi che sia - 2'42"
12. Dove comincia il sole - 5'04"
13. Grazie - 4'10"
14. Mediterranean Girl - 4'53"
15. Non siamo in pericolo - 2'56"
16. Cercami - 2'50"
17. Chi fermerà la musica - 3'43"
18. Pensiero - 2'23"

## Formazione
- Dodi Battaglia - voce, chitarra solista
- Costanzo del Pinto - voce, cori
- Marco Marchionni - chitarra
- Rocco Camerlengo - tastiere, cori
- Beppe Genise - basso
- Carlo Porfilio - batteria